# Peugeot Typ 8

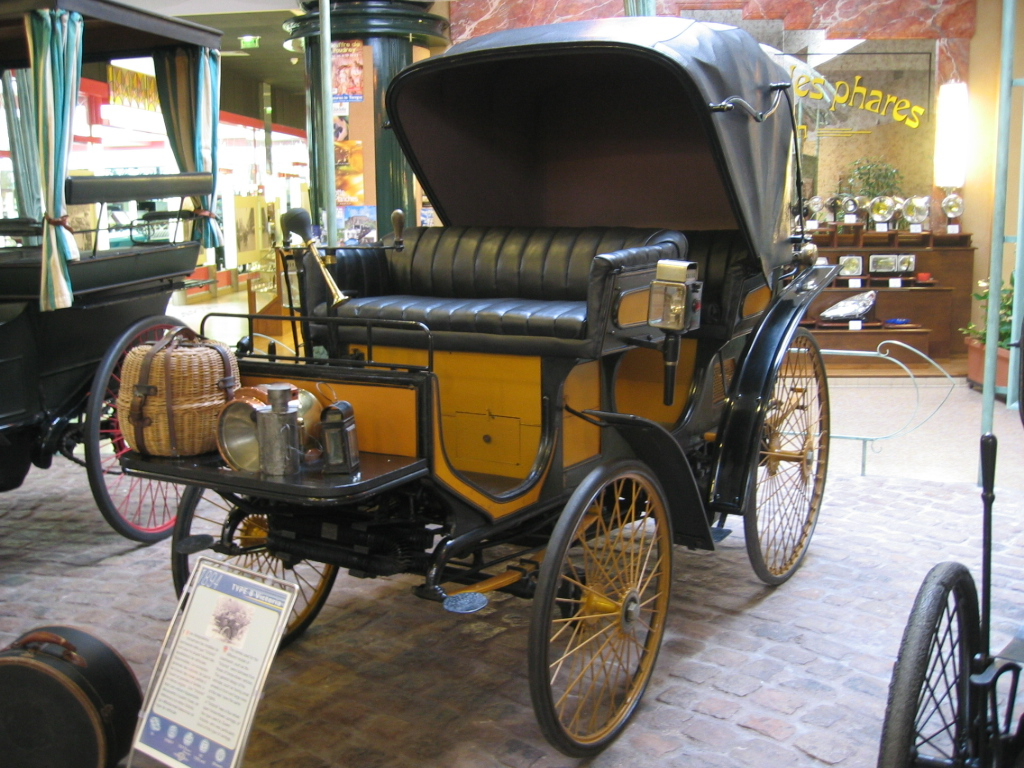
Peugeot Typ 8 im Peugeot-Museum Sochaux

Der Peugeot Typ 8 ist ein frühes Automodell des französischen Automobilherstellers Peugeot, von dem von 1893 bis 1896 im Werk Valentigney 18 Exemplare produziert wurden.
Die Fahrzeuge besaßen einen Zweizylinder-Viertaktmotor mit Glühzündung von Panhard & Levassor nach Lizenz Daimler. Er leistete aus 1282 cm³ Hubraum zwischen 3 und 3,75 PS war im Heck angeordnet und trieb über Ketten die Hinterräder an.
Bei einem Radstand von 161 cm und einer Spurbreite von 129 cm vorne bzw. 131 cm hinten betrug die Fahrzeuglänge 275 cm, die Fahrzeugbreite 150 cm und die Fahrzeughöhe 220 cm. Die Karosserieformen Victoria und Phaëtonnet boten Platz für vier Personen. Je ein Exemplar ist im Peugeot-Museum Sochaux (Victoria) und im
Cité de l’Automobile / Collection Schlumpf Mülhausen (Phaëtonnet) ausgestellt.